# Вангной – Накхонсаван
Вангной – Накхонсаван — газопровід в центральній частині Таїланду, через який вперше подали блакитне паливо до провінції Накхонсаван.
Вихідним пунктом трубопроводу, який ввели в експлуатацію у 2015 році, став газовий хаб Вангной, що отримує ресурс через трубопроводи Бангпаконг – Вангной та Каенгкой – Вангной. 
Довжина газопроводу Вангной – Накхонсаван становить 192 км, діаметр – 700 мм.
Також можливо відзначити, що траса трубопроводу проходить через провінцію Ангтхонг, де в 2016-му почала роботу розрахована на використання природного газу ТЕЦ BGPAT.